# Martin Persson (militär)
Martin Eskil Persson, född den 12 juni 1890 i Stockholm, död där den 26 oktober 1956, var en svensk militär.
Persson blev underlöjtnant vid fortifikationen 1911, löjtnant där 1914, kapten där 1920 och major 1935. Han befordrades till överstelöjtnant vid fortifikationskåren 1937 och till överste 1941. Persson invaldes som korresponderande ledamot av Örlogsmannasällskapet 1947. Han blev riddare av Svärdsorden 1932, kommendör av andra klassen av samma orden 1945 och kommendör av första klassen 1948. Persson vilar på Norra begravningsplatsen utanför Stockholm. 